# Colegio Estudio
Colegio Estudio es una institución pedagógica fundada en 1940 en Madrid por Jimena Menéndez-Pidal, Carmen García del Diestro y Ángeles Gasset, continuando el modelo educativo y la filosofía de la Institución Libre de Enseñanza aplicado al Instituto-Escuela, clausurado en 1939 por el gobierno franquista.
Se encuentra en la lista de Centros Escolares con Patrimonio Histórico.
Desde 1994 depende del Patronato de la Fundación Estudio, presentando un «modelo pedagógico de convivencia plural, tolerante y solidaria», como colegio de elite, mixto, laico y progresista.
El escudo del Colegio está basado en la Fíbula visigótica  hallada en la localidad de Alovera.

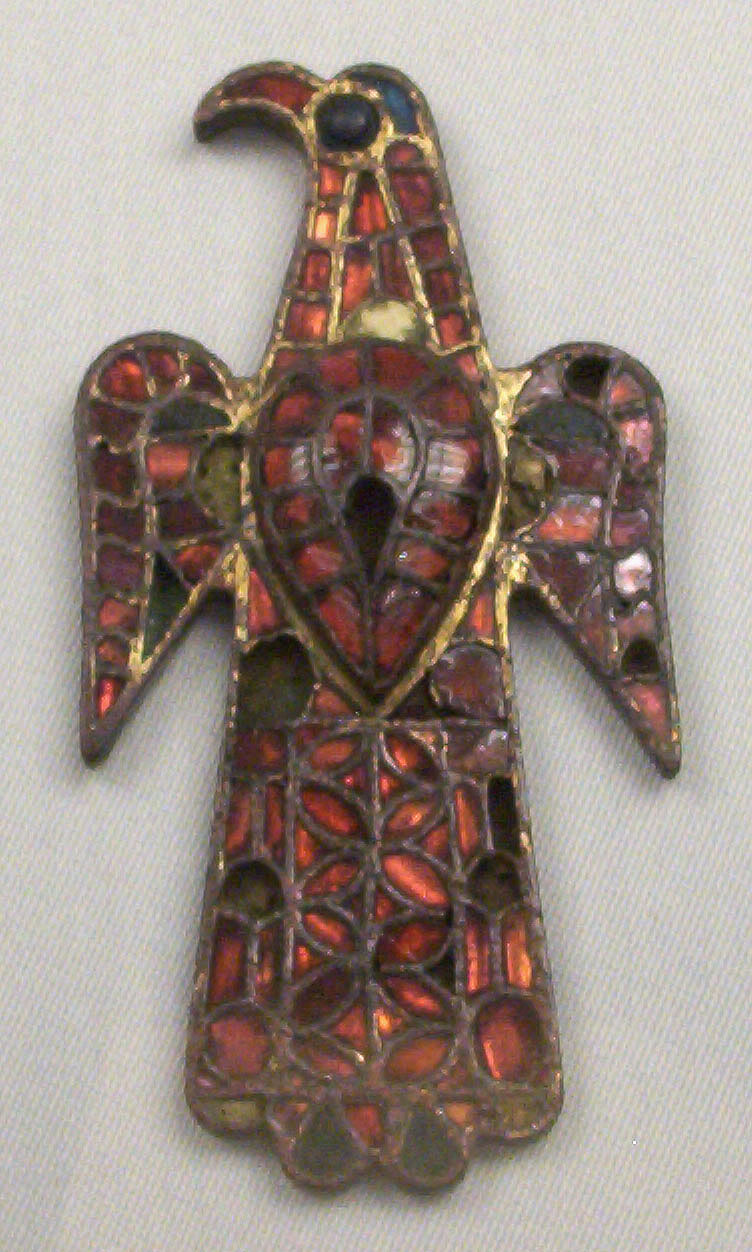
Fíbula de Alovera

## Historia
Expoliado y desmantelado el Instituto-Escuela, dentro de la depuración del magisterio español realizado por el bando sublevado tras el golpe de Estado en España de julio de 1936, parecería inviable la creación del Colegio Estudio. Creado el 29 de enero de 1940, además de sus directoras, Jimena Menéndez Pidal, Ángeles Gasset y Carmen García del Diestro, el centro acogió a algunos profesores institucionistas, relacionados con laboratorios de la Junta para Ampliación de Estudios (Rosa Bernis, Andrés León Maroto, Miguel Catalán, marido de Jimena), o supervivientes del Centro de Estudios Históricos, como María Goyri, o los profesores Manuel de Terán o Enrique Lafuente Ferrari, o maestras de las Secciones de Párvulos y de Primaria del Instituto-Escuela (entre ellas, María Rosa Castilla, Pura Díaz, Pilar Elorza, Nieves Gil, Esperanza Salas o Fernanda Troyano de los Ríos).
Los analistas del fenómeno pedagógico en España, los historiadores y los biógrafos de las tres mujeres que «hicieron posible el milagro», coinciden en señalar dos circunstancias determinantes: la intervención de Santiago Lorente, cuñado de Carmen García, militar artillero que avaló frente al Estado de Franco «el inicio de la aventura». y la objetiva y reconocida religiosidad de las fundadoras, en especial de Jimena Menéndez Pidal. No obstante, hasta 1947 el colegio no fue reconocido como centro oficial, y sus alumnos necesitaban obtener los títulos en otros Institutos oficiales de Madrid.
Junto a la hija de María Goyri y Ramón Menéndez Pidal, destacaron el talante y la capacidad de gestión de Carmen García del Diestro, directora del centro durante cincuenta años.
Por su parte, de Ángeles Gasset, además de su actitud religiosa respetuosa, deberá reconocerse su actividad como puente con cuadros docentes extranjeros, en especial estadounidenses, y su labor de empatía con futuros personajes como Antonio Saura o Fernando Zóbel.
El primitivo Colegio Estudio se instaló de forma provisional en un chalet de la calle de Oquendo, muy cerca de la madrileña y “juanrramoniana” colina de los chopos, en la que en las primeras décadas del siglo xx se instalaron varios edificios docentes, entre ellos la Residencia de Estudiantes. Antes de un año, los alumnos del bachillerato se trasladaron a otro chalet en la calle de General Mola, que desde 1950 serían acogidos en el International Institute for Girls in Spain, de la calle Miguel Ángel, 8. Y ya a partir de 1966, se abrió la sede de Valdemarín, en Aravaca, en el edificio construido por Fernando Higueras, que luego albergaría el Archivo Histórico de la Fundación Estudio.
En 2017, el colegio Estudio participó, junto con la Universidad Carlos III y la Fundación Giner de los Ríos (Institución Libre de Enseñanza), en la puesta en marcha del programa Laboratorio de la Nueva Educación.

### Archivo Histórico Fundación Estudio
Creado en 2001, dentro del Programa de Investigación y Desarrollo de la Fundación Estudio, como archivo de las fuentes documentales de la historia y la pedagogía del centro. Fue inicialmente coordinado por Mercedes Cabrera Calvo Sotelo y Jerónimo Junquera, asesorados y amparados por Carmen Sierra desde la Dirección General de Archivos Estatales del Ministerio de Cultura, y por Margarita Vázquez de Parga. Elena Gallego dirigió el proyecto, con la ayuda de los archiveros Begoña Nosti y Luis Alfonso Rodríguez Bravo.
El Archivo incluye: el "Legado Carmen García del Diestro", el "Fondo Ángeles Gasset", el "Fondo Nieves Gil", el "Fondo Oquendo Miguel Ángel", el "Fondo Instituto-Escuela", el "Fondo Valdemarín", así como el Fondo de Expedientes de alumnos y un interesante Fondo fotográfico con «más de tres mil fotografías de la historia de “Estudio” y del Instituto-Escuela.»

### Alumnado
De la larga lista de alumnos del Colegio Estudio, cabría destacar quizá a personalidades como Jaime de Armiñán, José Antonio del Cañizo, Mercedes Cabrera, Antonio Corróns, Elsa López, Margarita Vázquez de Parga, Agustín Maravall, Soledad Varela Ortega, Mercedes García Arenal, Ignacio Lafuente, Javier Ruiz Castillo, Germán Calvillo, Jorge Fabra Utray, Ricardo Franco, Fernando Higueras, Javier Marías, Luis López Durán, Nerea Calvillo, Nadia Calviño o Christopher Hartley. Javier Bauluz, Elisa Mouliaá, Elvira Ontañón, Jaime Anduiza, Marta Soria Casas,